# Колобок (остров)
Колобо́к — остров архипелага Северная Земля. Административно относится к Таймырскому Долгано-Ненецкому району Красноярского края.
Входит в состав островов Демьяна Бедного, самый западный остров группы, расположен в Карском море на расстоянии 13 километров к северо-западу от острова Комсомолец. Соседний остров — Северный, находится всего в 550 метрах к востоку.
Остров имеет округлую форму, с чем и связано его название, диаметром около 600 метров. В северной части — небольшой узкий залив, на западе острова — небольшое озеро. Пологий, значительных возвышенностей не имеет.

## Топографические карты
- Лист карты U-46-XXVIII,XXIX,XXX м. Молотова (Северная Земля). Масштаб: 1 : 200 000. Состояние местности на 1956 год.